# Домазар Зенон
Домазар Зенон (Зиновій, псевдо: «Діброва», «Аркадій»; 13 липня 1913, м. Винники— вересень 1943, м. Київ, Бабин Яр)— крайовий провідник ОУН на Українських Землях. У 1940—1941 рр. — Військовий Референт Окружної Екзекутиви ОУН Ярославського округу..
Після розколу ОУН, залишився на стороні Голови ПУН полковника А.Мельника.
Відповідно до українського законодавства може бути зарахований до борців за незалежність України у ХХ сторіччі.

## Діяльність в ОУН
Протягом зими 1942 р. українським націоналістам було завдано відчутного удару. Однак, підпільна мережа ОУН у Києві продовжувала свою діяльність. Зиновій Домазар був призначений керівництвом СБ крайовим провідником ОУН на СУЗ..
Влітку 1943 р. Зиновій Домазар потрапляє до гестапо. Ймовірно його арештували на початку липня 1943 р. й утримували у тюрмі гестапо на Короленка, 33, до початку вересня, після чого ростріляли. На стіні тюремної камери № 30, органами НКВС після вступу до Києва, було виявлено і зафіксовано короткий напис: «Дом Зен 5.7.43 р. — 5.9.43 р. Бог і Україна». Скорочення з великою ймовірністю можна розшифрувати як «Домазар Зеновій».,